# Nintendo Research & Development 2
Nintendo Research and Development 2 (任天堂開発第二部, Nintendo Kaihatsu Dainibu, R&D2) était une équipe de développement de Nintendo, notamment chargée du portage sur NES des jeux développés par les équipes Nintendo R&D1 et Nintendo R&D3 au début des années 1980. R&D2 fut créé par Nintendo dans les années 70. 
R&D2 officie également sur le système d'exploitation et dans l'assistance technique, ainsi que dans la partie hardware (consoles et accessoires). Ses créations comprennent les Family Computer, Nintendo Entertainment System, Super Famicom, Super Nintendo Entertainment System et Satellaview. La Family Computer a permis de transformer les jeux vidéos en une véritable industrie et un phénomène culturel. Les consoles Nintendo Entertainment System et Super Nintendo Entertainment System se vendent à près de 62 millions et 50 millions d'unités respectivement à travers le monde.
L'équipe est à l'origine dirigée par Masayuki Uemura (un ancien employé de Sharp). Il est remplacé en 2004 par Kazuhiko Taniguchi,. Après son départ, Uemera travaille comme conseiller pour la division Nintendo Research & Engineering de Nintendo tout en devenant professeur à l'Université de Ritsumeikan. R&D2 fusionne quelque temps après avec Nintendo Software Planning & Development.

## Jeux développés
| Titre                                                 | Année | Plates-formes |
| ----------------------------------------------------- | ----- | ------------- |
| Donkey Kong                                           | 1983  | NES           |
| Donkey Kong Jr.                                       | 1983  | NES           |
| Donkey Kong Jr. Math                                  | 1983  | NES           |
| Ice Hockey                                            | 1988  | NES           |
| NES Open Tournament Golf,                             | 1991  | NES           |
| Marvelous: Mōhitotsu no Takarajima                    | 1996  | SNES          |
| BS Zelda no densetsu: Kodai no sekiban                | 1997  | Satellaview   |
| BS Sutte Hakkun                                       | 1997  | Satellaview   |
| Sutte Hakkun                                          | 1998  | SNES          |
| Sutte Hakkun Event Version                            | 1998  | SNES          |
| Super Mario Bros. Deluxe,                             | 1999  | GBC           |
| Kirby Tilt 'n' Tumble                                 | 2000  | GBC           |
| Super Mario Advance                                   | 2001  | GBA           |
| Super Mario World: Super Mario Advance 2              | 2002  | GBA           |
| Yoshi's Island: Super Mario Advance 3                 | 2002  | GBA           |
| The Legend of Zelda: A Link to the Past / Four Swords | 2002  | GBA           |
| Super Mario Advance 4: Super Mario Bros. 3            | 2003  | GBA           |